# Pseudidothea hoplites
Pseudidothea hoplites is een pissebed uit de familie Pseudidotheidae. De wetenschappelijke naam van de soort is voor het eerst geldig gepubliceerd in 2004 door Gary C.B. Poore & Bardsley.